# Mariona Rebull (película)
Mariona Rebull es una película española de 1947, del género drama, dirigida por José Luis Sáenz de Heredia, quien también es el guionista, y protagonizada por José María Seoane, Blanca de Silos y Sara Montiel. 
Se trata de una adaptación de la novela del mismo título escrita por Ignacio Agustí. La película muestra una crítica a la alta sociedad de Barcelona de finales del siglo XIX. 

## Sinopsis
Retrato de la Barcelona de finales del siglo XIX y principios del XX a través de la vida de la familia Rius y de su fábrica textil en el barrio del Pueblo Nuevo. Mariona Rebull es una mujer infeliz en su matrimonio que tiene un amante. Está basada en hechos reales, siendo ambos asesinados el 7 de noviembre de 1893 cuando el anarquista Santiago Salvador lanzó una bomba a los palcos del Gran Teatro del Liceo.

## Reparto
- José María Seoane - Joaquín Rius
- Blanca de Silos - Mariona Rebull
- Sara Montiel - Lula
- Alberto Romea - Señor Llobet
- Tomás Blanco - Ernesto Villar
- Carlos Muñoz - Arturo
- José María Lado - Padre de Joaquín
- Adolfo Marsillach - Darío Rueda
- Fernando Sancho - Señor Roig
- Rafael Bardem - Señor Llopis
- Mario Berriatúa - Desiderio
- Manrique Gil - Señor Pàmies
- Ramón Martori - Señor Desiderio Rius
- Juanita Mansó - Aurora
- Cándida Suárez
- Rosita Yarza - Mercedes
- Carolina Giménez - Muchacha en El Liceo

## Premios
Tercera edición de las Medallas del Círculo de Escritores Cinematográficos
| Categoría             | Nominación                 | Resultado |
| --------------------- | -------------------------- | --------- |
| Mejor actor principal | José María Seoane          | Ganador   |
| Mejor director        | José Luis Sáenz de Heredia | Ganador   |
| Mejores decorados     | Luis Santamaría            | Ganador   |